# InDuna
InDuna (pluriel : izinDuna) est un titre zoulou signifiant « conseiller », « grand chef », « ambassadeur », « chef » ou « commandant » d'un groupe de guerriers. Il peut aussi signifier « porte-parole » ou « médiateur » comme les izinDuna agissent souvent comme un pont entre le peuple et le roi.
Le titre est réservé pour les hauts fonctionnaires nommés par le roi ou le chef et a été attribué aux individus tenus en haute estime pour leurs qualités de courage, leur grande aptitude à diriger ou leur service à la communauté.
Les izinDuna se réunissent régulièrement pour un indaba pour discuter de questions importantes.
Chez les Ndébélés le terme a été également utilisé pour désigner collectivement à un groupe de soldats d'élite opérant sous les ordres d'un inDuna spécifique.
Le terme a trouvé une utilisation largement répandue en anglais sud-africain et en afrikaans et il est une référence commune au « patron » ou à la « personne responsable ».
De nos jours, les termes de « président » et d'inDuna sont parfois utilisés de façon interchangeable.